# Walter Newton (Politiker)

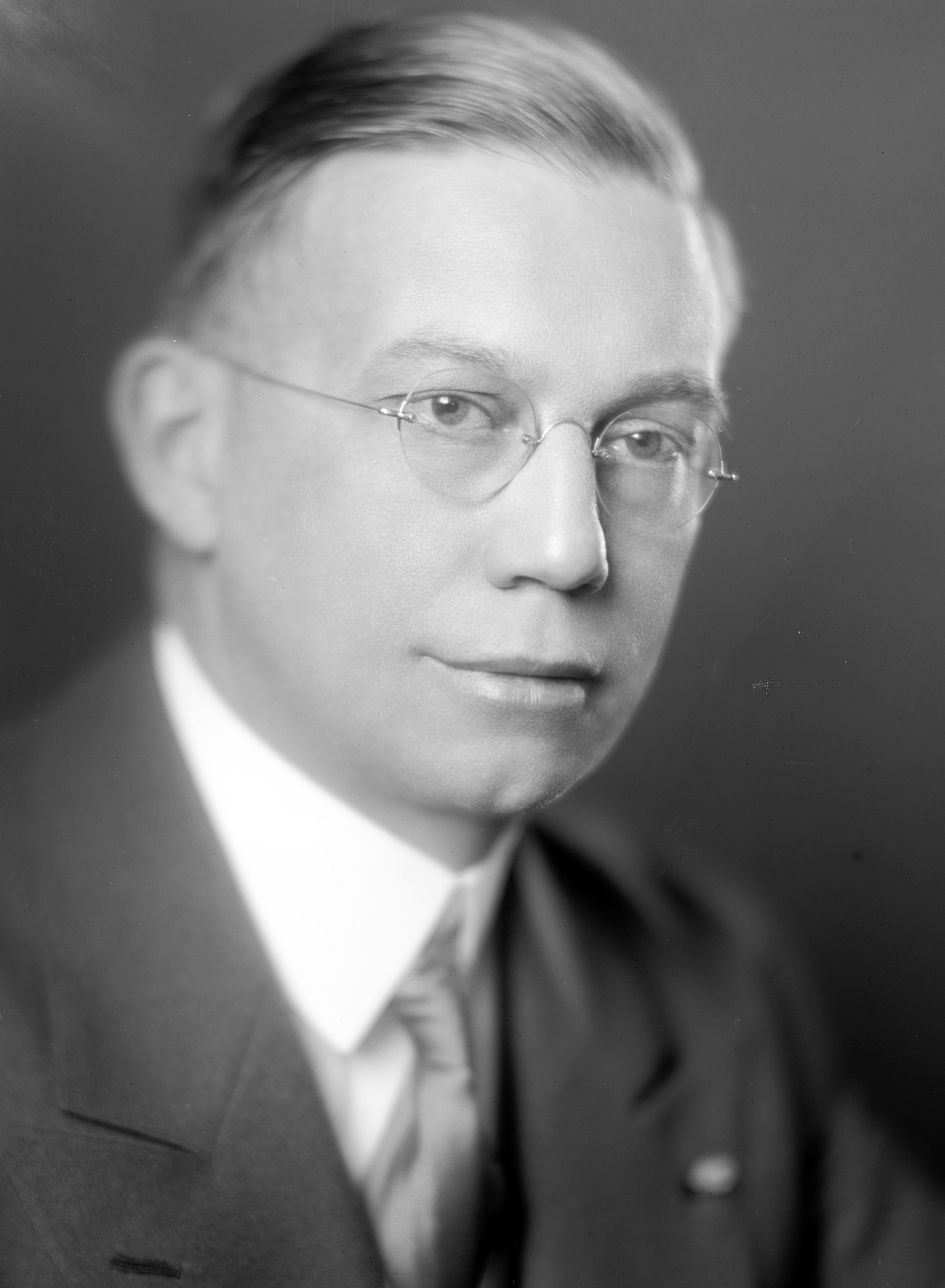
Walter Newton

Walter Hughes Newton (* 10. Oktober 1880 in Minneapolis, Minnesota; † 10. August 1941 ebenda) war ein US-amerikanischer Politiker. Zwischen 1919 und 1929 vertrat er den Bundesstaat Minnesota im US-Repräsentantenhaus.

## Werdegang
Walter Newton besuchte die öffentlichen Schulen seiner Heimat. Nach einem anschließenden Jurastudium an der University of Minnesota und seiner im Jahr 1905 erfolgten Zulassung als Rechtsanwalt begann er in Minneapolis in seinem neuen Beruf zu arbeiten. Zwischen 1914 und 1918 arbeitete er für den Bezirksstaatsanwalt im Hennepin County.
Politisch war Newton Mitglied der Republikanischen Partei. Bei den Kongresswahlen des Jahres 1918 wurde er im fünften Wahlbezirk von Minnesota in das US-Repräsentantenhaus in Washington, D.C. gewählt, wo er am 4. März 1919 die Nachfolge von Ernest Lundeen antrat. Nach fünf Wiederwahlen konnte er bis zum 30. Juni 1929 im Kongress verbleiben. In dieser Zeit wurden dort der 18. und der 19. Verfassungszusatz verabschiedet. Dabei ging es um das Verbot des Alkoholhandels und die bundesweite Einführung des Frauenwahlrechts.
Am 30. Juni 1929 legte Newton sein Mandat im Kongress nieder, um als Privatsekretär für Präsident Herbert C. Hoover zu arbeiten. Diesen Posten bekleidete er bis zum Ende von Hoovers Amtszeit am 3. März 1933. Danach wurde er Vorstandsmitglied der Smithsonian Institution. Bis 1934 saß er im Vorstand der Federal Home Loan Bank. In den folgenden Jahren arbeitete Newton wieder als Rechtsanwalt. Außerdem betätigte er sich als Schriftsteller. Im Jahr 1936 bewarb er sich erfolglos um die Rückkehr in den Kongress. Im Jahr 1938 wurde er Schlichter in Konkursverfahren. Diese Funktion übte Walter Newton bis zu seinem Tod am 10. August 1941 aus.